# Mark Flekken
Mark Flekken, né le 13 juin 1993 à Kerkrade, est un footballeur international néerlandais. Il joue au poste de gardien de but au Bayer Leverkusen.

## Biographie

### En club
Mark Flekken naît le 13 juin 1993 à Kerkrade et grandit à Bocholtz, dans le Limbourg néerlandais. Il commence le football dans le club de sa commune, le WDZ Bocholtz, avant de rejoindre le centre de formation du Roda JC Kerkrade. Il traverse la frontière germano-néerlandaise en 2009 pour rejoindre le centre de formation de l’Alemannia Aachen. Durant la saison 2012-2013, après avoir joué durant l’automne avec la deuxième équipe du club allemand, il est promu, par René van Eck (de), gardien titulaire de l’équipe fanion qui évolue alors en 3. Liga, prenant la succession de Michael Melka.
En 2013, il quitte Aix-la-Chapelle pour s’engager avec la SpVgg Greuther Fürth, où il évolue, durant trois saisons, surtout avec la deuxième équipe en Regionalliga, ne recevant sa chance qu’à trois reprises avec l’équipe première en 2. Bundesliga et à une reprise en coupe d’Allemagne.
En 2016, il rejoint le MSV Duisbourg, qui évolue alors en troisième division. Titulaire, il gagne avec sa nouvelle équipe le championnat et fête la promotion en deuxième division. Durant cette saison, il marque un but, en reprenant un corner de Thomas Bröker prolongé de la tête par Branimir Bajić et permettant à son équipe d’égaliser. Après une saison en 2. Bundesliga avec Duisbourg, Flekken signe un contrat en Bundesliga avec le SC Fribourg.
Barré par Alexander Schwolow, il doit attendre le mois de mai 2019 pour connaître ses débuts en première division allemande, face au 1. FC Nuremberg. Il commence la saison 2019-2020 avec une blessure. À son retour, il profite de l’absence prolongée de Schwolow pour jouer plusieurs matchs, permettant à son équipe de gagner plusieurs points. Au terme de la saison, il prend la succession de Schwolow, parti au Hertha Berlin, au poste de gardien titulaire du club fribourgeois.
Le 31 mai 2023, cinq années après son arrivée en provenance de Duisbourg, il quitte Fribourg pour le Brentford FC. Le club anglais a officialisé le recrutement du gardien néerlandais, qui s'est engagé pour quatre saisons, soit jusqu'en juin 2027, contre un chèque de 13 millions d'euros.

### En équipe nationale
Le 29 mai 2024, il figure dans la liste des 26 joueurs néerlandais retenus par Ronald Koeman pour participer à l'Euro 2024. 

## Statistiques
| Saison                | Club                    | Championnat           | Championnat | Championnat | Coupe nationale | Coupe nationale | Coupe de la Ligue | Coupe de la Ligue | Compétition(s) continentale(s) | Compétition(s) continentale(s) | Compétition(s) continentale(s) | Coupe régionale | Coupe régionale | Total | Total |
| Saison                | Club                    | Division              | M.          | B.          | M.              | B.              | M.                | B.                | Comp.                          | M.                             | B.                             | M.              | B.              | M.    | B.    |
| 2012-2013             | Alemannia Aachen II     | Mittelrheinliga       | 9           | 0           | -               | -               | -                 | -                 | -                              | -                              | -                              | -               | -               | 9     | 0     |
| 2012-2013             | Alemannia Aachen        | 3. Liga               | 15          | 0           | -               | -               | -                 | -                 | -                              | -                              | -                              | -               | -               | 15    | 0     |
| Sous-total            | Sous-total              | Sous-total            | 24          | 0           | -               | -               | -                 | -                 | -                              | -                              | -                              | -               | -               | 24    | 0     |
| 2013-2014             | SpVgg Greuther Fürth II | Regionalliga Bayern   | 14          | 0           | -               | -               | -                 | -                 | -                              | -                              | -                              | -               | -               | 14    | 0     |
| 2014-2015             | SpVgg Greuther Fürth II | Regionalliga Bayern   | 3           | 0           | -               | -               | -                 | -                 | -                              | -                              | -                              | -               | -               | 3     | 0     |
| 2015-2016             | SpVgg Greuther Fürth II | Regionalliga Bayern   | 8           | 0           | -               | -               | -                 | -                 | -                              | -                              | -                              | -               | -               | 8     | 0     |
| Sous-total            | Sous-total              | Sous-total            | 25          | 0           | -               | -               | -                 | -                 | -                              | -                              | -                              | -               | -               | 25    | 0     |
| 2014-2015             | SpVgg Greuther Fürth    | 2. Bundesliga         | 2           | 0           | -               | -               | -                 | -                 | -                              | -                              | -                              | -               | -               | 2     | 0     |
| 2015-2016             | SpVgg Greuther Fürth    | 2. Bundesliga         | 1           | 0           | 1               | 0               | -                 | -                 | -                              | -                              | -                              | -               | -               | 2     | 0     |
| Sous-total            | Sous-total              | Sous-total            | 3           | 0           | 1               | 0               | -                 | -                 | -                              | -                              | -                              | -               | -               | 4     | 0     |
| 2016-2017             | MSV Duisbourg           | 3. Liga               | 37          | 1           | 1               | 0               | -                 | -                 | -                              | -                              | -                              | 2               | 0               | 40    | 1     |
| 2017-2018             | MSV Duisbourg           | 2. Bundesliga         | 31          | 0           | 1               | 0               | -                 | -                 | -                              | -                              | -                              | -               | -               | 32    | 0     |
| Sous-total            | Sous-total              | Sous-total            | 68          | 1           | 2               | 0               | -                 | -                 | -                              | -                              | -                              | 2               | 0               | 72    | 1     |
| 2018-2019             | SC Fribourg             | Bundesliga            | 1           | 0           | -               | -               | -                 | -                 | -                              | -                              | -                              | -               | -               | 1     | 0     |
| 2019-2020             | SC Fribourg             | Bundesliga            | 10          | 0           | 1               | 0               | -                 | -                 | -                              | -                              | -                              | -               | -               | 11    | 0     |
| 2020-2021             | SC Fribourg             | Bundesliga            | 3           | 0           | -               | -               | -                 | -                 | -                              | -                              | -                              | -               | -               | 3     | 0     |
| 2021-2022             | SC Fribourg             | Bundesliga            | 32          | 0           | 5               | 0               | -                 | -                 | -                              | -                              | -                              | -               | -               | 37    | 0     |
| 2022-2023             | SC Fribourg             | Bundesliga            | 34          | 0           | 3               | 0               | -                 | -                 | C3                             | 7                              | 0                              | -               | -               | 44    | 0     |
| Sous-total            | Sous-total              | Sous-total            | 80          | 0           | 9               | 0               | -                 | -                 | -                              | 7                              | 0                              | -               | -               | 96    | 0     |
| 2023-2024             | Brentford FC            | Premier League        | 37          | 0           | -               | -               | 1                 | 0                 | -                              | -                              | -                              | -               | -               | 38    | 0     |
| 2024-2025             | Brentford FC            | Premier League        | 37          | 0           | -               | -               | 2                 | 0                 | -                              | -                              | -                              | -               | -               | 39    | 0     |
| Sous-total            | Sous-total              | Sous-total            | 74          | 0           | -               | -               | 3                 | 0                 | -                              | -                              | -                              | 0               | 0               | 77    | 0     |
| 2025-2026             | Bayer Leverkusen        | Bundesliga            | 0           | 0           | 1               | 0               | -                 | -                 | -                              | -                              | -                              | -               | -               | 1     | 0     |
| Total sur la carrière | Total sur la carrière   | Total sur la carrière | 275         | 1           | 13              | 0               | 3                 | 0                 | -                              | 7                              | 0                              | 2               | 0               | 300   | 1     |

### En sélection
| Saison                | Sélection             | Phases finales        | Phases finales | Phases finales | Phases finales | Éliminatoires | Éliminatoires | Éliminatoires | Matchs amicaux | Matchs amicaux | Matchs amicaux | Total | Total | Total |
| Saison                | Sélection             | Compétition           | M              | B              | Pd             | M             | B             | Pd            | M              | B              | Pd             | M     | B     | Pd    |
| --------------------- | --------------------- | --------------------- | -------------- | -------------- | -------------- | ------------- | ------------- | ------------- | -------------- | -------------- | -------------- | ----- | ----- | ----- |
| 2022-2023             | Pays-Bas              | Ligue des nations     | 2              | 0              | 0              | -             | -             | -             | 2              | 0              | 0              | 4     | 0     | 0     |
| 2023-2024             | Pays-Bas              | -                     | -              | -              | -              | 2             | 0             | 0             | -              | -              | -              | 2     | 0     | 0     |
| Total sur la carrière | Total sur la carrière | Total sur la carrière | 2              | 0              | 0              | 2             | 0             | 0             | 2              | 0              | 0              | 6     | 0     | 0     |